# Fra Paalman

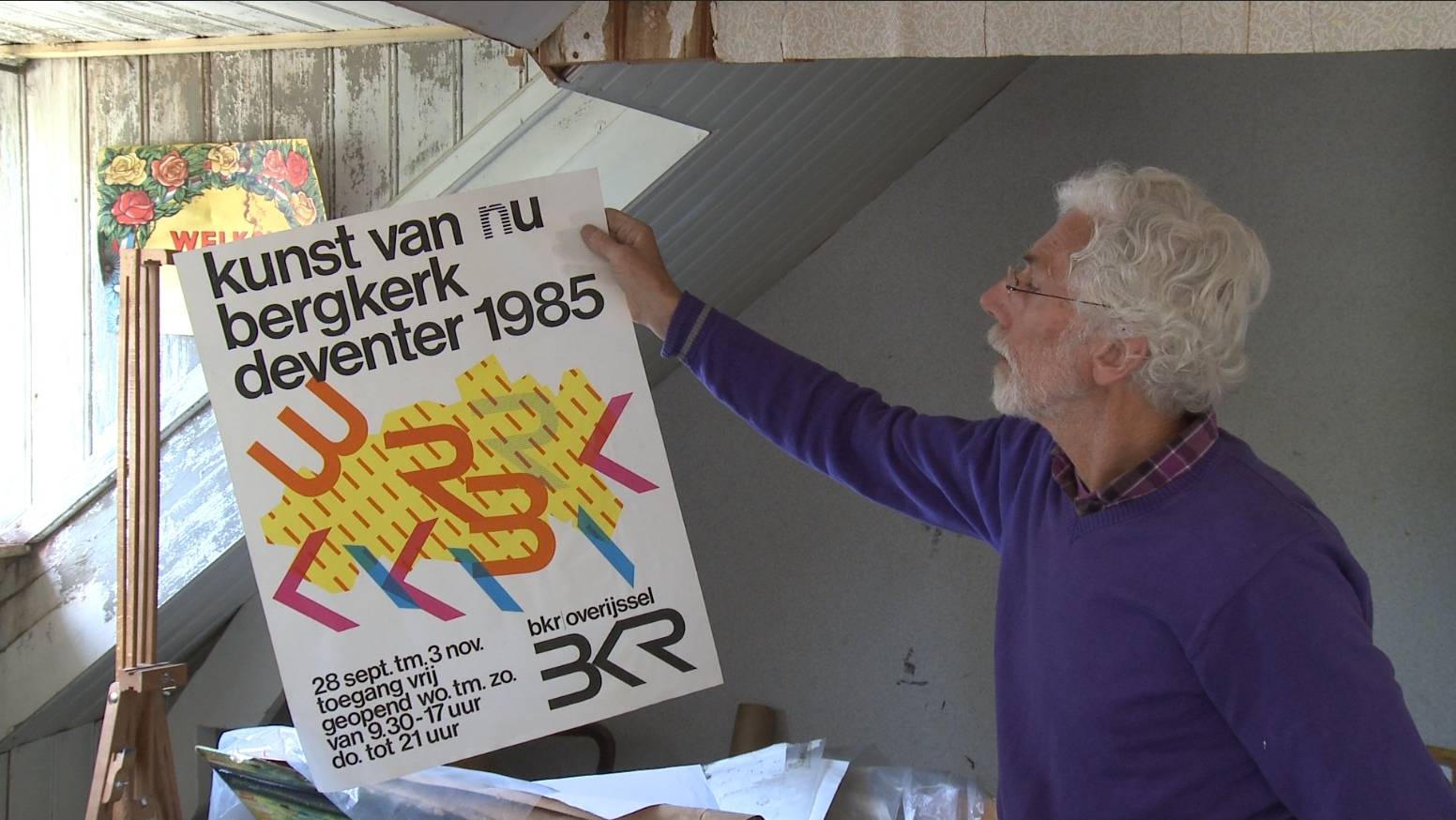
Fra Paalman in zijn atelier in 2015, met een door hem gemaakt ontwerp voor een affiche van de BKR Overijssel.

Fra Paalman (Euphrasius Franciscus Hendricus Paalman, Hengelo, 13 maart 1945 – aldaar, 10 april 2020), was een Nederlands grafisch vormgever, beeldend kunstenaar en docent, woonachtig en werkzaam te Hengelo (Overijssel).
Paalman ontwierp o.a. boekomslagen, brochures, affiches, vignetten en huisstijlen. Als graficus maakte hij ook vrij werk, met name etsen, zeefdrukken en monotypes. Zijn oeuvre omvat verder foto’s, collages, ruimtelijke objecten, tekeningen en schilderijen, waar hij zich vanaf de jaren negentig meer op ging toeleggen. Dit werk loopt uiteen van voorstellingen van alledaagse zaken, portretten van mensen, dieren en landschappen, visies op de stad en commentaar op politieke gebeurtenissen, tot constructivistische composities en abstracte beelden. Vaak heeft het werk een enigszins vervreemdend element. Zijn visie, kennis en vaardigheden heeft Paalman als docent ook doorgegeven aan talloze mensen, jong en oud, via lesprogramma’s, cursussen en workshops.

## Visie en stijl
Paalman maakte geen fundamenteel onderscheid tussen vormgeving en kunst, maar zag verwante praktijken met een eigen manier om ideeën tot uiting te brengen. Voor Paalman stond bij het creëren van een werk een wezenlijke behoefte of noodzaak voorop, persoonlijk of maatschappelijk, los van routines en pretenties. Daarbij was hij wars van grootspraak, institutionele belangen, en financieel gewin. Dit was gekoppeld aan zijn politieke visie. Paalman was actief lid van de SP. Sommige van zijn vrije werken, waaronder etsen, collages en schilderijen, hebben een uitgesproken politiek karakter, o.a. met betrekking tot de Vietnamoorlog, militaire regimes van Latijns-Amerika, en de Golfoorlog, maar ook diverse binnenlandse kwesties. Echter toont het merendeel van zijn werk alledaagse dingen, situaties en omgevingen, gezien in een ander licht, soms donker en desolaat, soms kleurrijk en opbeurend, waardoor ze uitnodigen tot reflectie. Paalman stelde bijzondere interesse in de relatie tussen heden en verleden, maar zijn werk is zelden expliciet historisch van aard. Op vergelijkbare wijze was hij geïnteresseerd in kunsthistorische stromingen, met name constructivisme, surrealisme, dada, fluxus en popart. Maar een bepaalde stroming was voor hem nooit het uitgangspunt van zijn werk. Hij gaf de voorkeur aan dat wat verborgen bleef of onbelangrijk werd geacht, aan veranderingen en tegenstellingen. Zo wisselde hij zelf ook moeiteloos tussen abstractie en figuratie, en tussen uitgewerkte tekeningen en toevallige ‘druksels’.

## Opleiding
Paalman volgde de opleiding ‘Publiciteitsvormgeving en Grafisch Ontwerpen’ aan de kunstacademie AKI in Enschede (1962-1966). Hier kreeg hij les van o.a. Hans Ebeling Koning, Philip Kouwen, Wim van Stek en Geert Voskamp die voor hem belangrijke docenten en voorbeelden zijn geweest. Zij moedigden hem aan om mogelijkheden te verkennen. Zo kocht Paalman een 6x6 fotocamera en begon hij te fotograferen, en was hij veelvuldig te vinden in de grafische werkplaats om te experimenteren met uiteenlopende druktechnieken. Samen met medestudent Wim Rijnveld maakte hij onder meer enkele spraakmakende boekjes, zoals “A246-NO399/BOEM”. Ze werden enthousiast ontvangen door toenmalig directeur Arie Middelhoek en later als exemplarisch gezien voor het werk van studenten in deze periode. In 1965 liep Paalman stage bij Reclamebureau DelaMar in Amsterdam. Tegelijkertijd volgde hij de leergang ‘Reclame Assistent’ via de Leidse Onderwijsinstellingen, om aanvullende kennis en vaardigheden op te doen ten aanzien van visuele communicatie en de werking van reclame.

## Beroepspraktijk
Na zijn studie ging Paalman aan de slag bij de Staatsdrukkerij en Uitgeverij (SDU) in Den Haag, waar hij anderhalf jaar werkzaam was. Hier ontwierp hij diverse boekomslagen, catalogi, brochures en formulieren, met als grootste opdracht de huisstijl voor publicaties van de E.E.G.  Na korte tijd te hebben gewerkt voor reclamebureau HBM in Amsterdam (Hiemstra, Bouthoorn, Mulder), begon Paalman in 1968 zijn eigen bureau, in Enschede. In dat jaar vond ook de oprichting plaats van de beroepsvereniging Grafisch Vormgevers Nederland (GVN, later BNO), waarvan hij een van de eerste leden werd.
In zijn beginjaren ontwierp Paalman veelal boekomslagen, in opdracht van verschillende uitgeverijen, waaronder Elsevier, Samsom, Wolters-Noordhoff en Het Spectrum/Prisma. Een van zijn bekendste ontwerpen uit die tijd is het omslag van het Prisma-pocket Zelfkennis Spelenderwijs (Roger Dal), uit 1969, die in de oorspronkelijke vormgeving heruitgegeven is in 2008. Paalmans portfolio breidde snel uit. Zo ontwierp hij ook affiches (o.a. voor het Popfestival Lochem), advertenties, etiketten, spellen, tentoonstellingsborden (voor Bornse Cartonnage Fabriek), flow charts (voor AKZO), en huisstijlen (o.a. voor Versteeg Glas en Verf). Steeds meer bedrijven, instellingen en gemeenten, met name in het oosten van het land, lieten Paalman ontwerpen uitvoeren.
Na zijn huwelijk met Annemieke Huiskes, in 1971, verhuisde hij naar Hengelo, waar hij tot aan zijn overlijden woonachtig en werkzaam was. Ruim veertig jaar had hij een atelier aan de Emmaweg, een voormalige groentewinkel aan de rand van het centrum, waarin Annemieke tot 1990 ook een winkeltje had, met curiosa en kleding. In de jaren erna richtte Paalman de etalages in als expositieruimte. Daarnaast nam hij deel aan talloze tentoonstellingen in de regio en ook in het virtuele Museum voor Hedendaagse Hengelose Kunst (MHHK, curator Ricardo Liong-A-Kong).

## Docentschap
In het verlengde van zijn praktijk als vormgever en kunstenaar was Paalman actief als docent tekenen, schilderen en grafiek binnen uiteenlopende onderwijsinstellingen, o.a. de Sociale Akademie Twente (Hengelo), OSG Bataafse Kamp (thans: Bataafs Lyceum, Hengelo), Centrum voor Kunsteducatie Crea (voorheen Scheppende Handen, thans: Oyfo, Hengelo), en Hof 88 (Almelo). Daarnaast werkte hij mee aan diverse onderwijsprogramma’s en -projecten (o.a. Kunst op School, Goor; Kunstwerkplaats voor verstandelijk gehandicapten, Hengelo). Zo gaf hij les aan verschillende groepen mensen, zowel kinderen als volwassenen, beginners en gevorderden. In zijn onderwijsbenadering ging hij niet uit van wat mensen geacht werden te kunnen, maar wat mensen daadwerkelijk kunnen en willen, op basis van nieuwsgierigheid. Voor Paalman was het ontdekken en laten zien hoe iets anders kan belangrijker dan het uitgaan van een vaststaande norm. Zijn benadering heeft velen geïnspireerd en een blijvende indruk gemaakt.

## SWWK, monumenten, stedelijke ontwikkeling
Vanaf midden jaren 70 tot aan het einde van zijn leven was Paalman bestuurslid van de Stichting Woon- Werkruimte Kunstenaars (SWWK), die in Hengelo het steeds verder groeiende aantal kunstenaars ondersteunde met het vinden van passende accommodatie. De stichting zette zich in om in de stad letterlijk en figuurlijk ruimte te vinden voor kunstenaars. Via de SWWK kwam Paalman ook in aanraking met gemeentelijk vastgoedbeleid, stadsvernieuwing en sloop- en nieuwbouwplannen, waar hij zich immer kritisch over uitliet. Vanwege het gebrek aan historisch bewustzijn binnen de gemeente, deed Paalman samen met SWWK-lid architect Henk Methorst onderzoek naar de historische ontwikkeling van Hengelo, wat resulteerde in de publicatie Het dorp Hengelo in 1977, met naast teksten ook kaarten en foto’s. Het zou de blauwdruk worden voor de gemeentelijke monumentenzorg, o.a. met de Open Monumentendagen, waarvoor Paalman de vormgeving verzorgde. Paalman en Methorst ondernamen ook nadien diverse activiteiten voor een beter begrip en waardering van de gebouwde omgeving, en voor plannen om daar op voort te bouwen.

## BKR Overijssel
De Beeldende Kunstenaars Regeling, die als ‘Contraprestatieregeling’ in 1949 in Nederland in het leven geroepen was om kunstenaars te ondersteunen, werd op gemeentelijk niveau uitgevoerd. In de Provincie Overijssel besloten de gemeenten echter om te gaan samenwerken, wat werd gecoördineerd vanuit Hengelo. Paalman werd gevraagd om een huisstijl te ontwerpen, waaronder een logo, briefpapier en affiches, evenals de vormgeving van diverse tentoonstellingen, waaronder de tentoonstelling “Kunst van Nu” (1986), in Attractiepark Slagharen, waarmee kunst naar de mensen werd gebracht. Samen met collega Gerard de Vries verzorgde Paalman ook diverse publicaties van de BKR, waarbij ze de nodige speelruimte kregen om te experimenteren. In 1987 werd de landelijke regeling opgeheven.

## Stichting Beeldende Kunst “Ag”
In het vacuüm dat na het opheffen van de BKR ontstond, namen Paalman en collega’s het initiatief om in Hengelo een eigen kunststichting op te richten. Zodoende werd begin 1988 door Fra Paalman, Gerard de Vries, Jozef de Bot, Frans Bolscher en Anne Wind, “Stichting Beeldende Kunst Ag” opgericht (weldra vergezeld door John Brunink). “Ag”, als scheikundig symbool voor het element zilver (argentum), werd gekozen vanwege de identiteit van Hengelo als metaalstad – al is later ook wel geopperd dat dit zou staan voor Aktiengesellschaft of avant-garde. De oprichting van Ag gebeurde gelijktijdig met de organisatie van de manifestatie ‘Kunst op straat’, met kunst in publieke vitrines, waartoe de stichting een vehikel was. Maar Ag wilde ook een permanente tentoonstellingsruimte en in 1989 kreeg men de beschikking over een oude molen in het centrum van de stad. “De Molen” werd een begrip in de (Eu)regio. Talloze kunstenaars lieten hier hun werk zien of waren anderszins betrokken, waaronder ook velen die net waren afgestudeerd van de AKI en andere academies in Nederland. Nadat de molen eind 1997 moest worden verlaten, kreeg Ag de beschikking over een voormalige volière in het nabijgelegen Prins Bernhardplantsoen. Ten slotte verhuisde men in 2006 naar een paviljoen van het stadhuis, dat werd omgedoopt tot ‘Agterhuis’. Paalman was gedurende 25 jaar voorzitter van Ag (1988-2013). Naast het organiseren van projecten, het samenstellen van tentoonstellingen en de begeleiding van exposanten, samen met andere bestuursleden, verzorgde hij ook de grafische vormgeving van de stichting.

## Privéleven
Paalman volgde de lagere school in Hengelo en toen hij twaalf was ging hij naar het gymnasium van het St. Joseph-Studiehuis (kleinseminarie van de missionarissen van Mill Hill) in Tilburg. Op jeugdige leeftijd leerde Paalman viool spelen en dit kon hij in Tilburg voortzetten, onder begeleiding van de Hongaarse violist László Révész. In die tijd ontwikkelde Paalman een bijzondere interesse voor de muziek van componist Béla Bartók. Zijn muziekinteresse was echter zeer breed; zo zong hij op latere leeftijd ook in twee koren (smartlappenkoor Eig’nwies, popkoor The Young Evergreens).
Voor het werk van Paalman was het dagelijks leven een belangrijk onderwerp, evenals zijn directe omgeving en zijn naasten. Zo heeft hij behalve officiële opdrachten ook dikwijls voor familie en vrienden ontwerpen gemaakt, voor o.a. trouwkaarten, geboortekaarten en aankondigingen voor diverse bijeenkomsten. Ook in zijn vrije werk richtte hij zich veelal op zijn onmiddellijke leefwereld, in het bijzonder dat van zijn gezin. Zo maakte hij een groot aantal foto’s, tekeningen, schilderijen en etsen van zijn vrouw Annemieke en hun drie kinderen.
Fra Paalman was de zoon van Johanna Vos, coupeuse, en Jan Willem Paalman, hoofd planning van machinefabriek Stork. Zijn vader nam zijn werk mee naar huis, waardoor bij Fra de kiem werd gelegd voor een levenslange interesse voor machines en techniek. Dit uitte zich o.a. in zijn autoverzameling, waaronder een Citroën Traction-Avant, een Citroën Ami 6 en een Renault Estafette, waar hij in de zomer vaak aan lag te sleutelen. Daartegenover stond zijn mateloze interesse voor dieren en planten. Zo haalde hij een diploma als imker via de Bijenteeltvereniging Hengelo, wat in Hengelo van bijzondere betekenis is, zoals ook tot uiting komt in het wapen van de stad Hengelo. Daarnaast kweekte hij diverse planten en bomen; in de tuin achter het woonhuis liet hij planten en bomen groeien die nauwelijks in Nederland voorkomen, waaronder een vijgenboom, kweepeerboom, een reusachtige druivenplant, een Turkse mispel en een citroenboom, terwijl hij ook erg trots was op de walnotenboom achter zijn atelier. Dieren en planten zijn bij gevolg ook veelvuldig onderwerp van zijn beeldende werk.
In 2016 kreeg Fra de diagnose Alzheimer. Zijn vrouw Annemieke heeft hem vervolgens verzorgd en bijgestaan. In die tijd werd Paalman een van de eerste deelnemers aan de kunstenaarssociëteit, een experiment met oudere kunstenaars. Zijn laatste levensjaar verbleef hij in verzorgingshuis Backenhagen in Hengelo, waar hij in 2020 overleed.
- International Standard Name Identifier: 0000 0003 9001 6120
- Nederlandse Thesaurus van Auteursnamen: 340294442
- RKD-Nederlands Instituut voor Kunstgeschiedenis: 95108
- Virtual International Authority File: 283583892